# Lúthien
Lúthien Tinuviel je namišljena oseba iz Tolkienove mitologije. Bila je vilinka in najlepša od Iluvatarjevih otrok ter hči Thingola, kralja Doriatha, in Majarke Melian. Lúthienina in Bernova ljubezen je ena najbolj znanih zgodb. V njej se zrcali kasnejša romanca med Arwen in Aragornom. Lúthien pomeni »očarljiva«, Tinuviel pa »hči noči«, kakor so vilini pravili slavčku.
Luthien je vzdevek Tinuviel dal Beren, ko jo je prvič videl. Hotela je zbežati in ker je prej lepo pela, jo je tako poklical. Da bi bila lahko z Bernom, bi se morala odpovedati nesmrtnemu življenju. To je tudi storila, in postala je prva vilinka, ki je zares umrla. Thingol je nasprotoval poroki med Bernom in Lúthien, zato je Bernu dal nalogo naj mu prinese Silmaril iz Morgothove krone. Ker je Beren nalogo izpolnil, sta se poročila in imela sina Diorja, ki je postal Thingolov naslednik.
Njena rodbina se ni nikoli pretrgala.
Navdih za Luthien je Tolkien dobil od svoje žene, v njen grob je dal vgravirati »Luthien,« z besedami da je Edith (njegova žena) bila njegova Luthien in je to dobro vedela. 
```
      
Fingolfin
        
Galdor
     
Thingol
 = 
Melian

            |            |                |
            |            |          (1)   |
         
Turgon
         
Huor
   
Beren
 = 
Lúthien

            |     (2)     |          |
          
Idril
 ======= 
Tuor
        
Dior
 = 
Nimloth

                   |                     |
                   |                -------------
                   |                |           |
                
Eärendil
 ======== 
Elwing
   Eluréd in Elurín
                             |
                      ------------------
                      |                |
                    
Elros
            
Elrond
 = 
Celebrían

                      |                     |
              Númenorski kralji             |
                      :                     |
                   
Elendil
                  |
                      :                     |
               Arnorski kralji              |    
                      :                ---------------
         Dúnedainski vodje             |             |
                      :       (3)      |             |
                   
Aragorn
 ========= 
Arwen
  
Elladan
 in 
Elrohir

                               |
                           
Eldarion
```

Opomba: Poroke med ljudmi in vilini so oštevilčene.